# Henry Bacon (peintre)
Pour les articles homonymes, voir Henry Bacon et Bacon.
Henry Bacon, né le 8 octobre 1839 à Haverhill dans le Massachusetts et mort le 13 mars 1912 au Caire, est un peintre américain.

## Biographie
Fils d'un pasteur de l'Église universaliste, farouchement antiesclavagiste, Henry Bacon est soldat dans l'Armée de l'Union pendant la guerre de Sécession, tout en travaillant comme peintre de campagne pour l’hebdomadaire Frank Leslie's Illustrated Newspaper. En 1862, grièvement blessé à Bull Run, il est démobilisé.
À l’issue du conflit, Bacon est, à Boston, l’élève de Walter Gay, qui lui conseille de se rendre en France. À Paris, il devient l’un des premiers artistes américains à être admis à l’École des beaux-arts. Il intègre l’atelier d'Alexandre Cabanel et travaille également avec Thomas Eakins dans l’atelier de Jean-Léon Gérôme. Il poursuit ensuite sa formation à Écouen durant deux ans auprès de Pierre-Édouard Frère. Bacon expose pour la première fois au Salon de 1867, puis chaque année jusqu’en 1896.
À partir de 1880, Henry Bacon se consacre principalement à la composition de scènes maritimes, tout en exerçant une activité de journaliste pour le Daily Evening Transcript de Boston, pour lequel il relate divers évènements parisiens, telles la visite du général Grant ou la création de l’American Artists Association. En 1897, Bacon effectue un premier voyage en Égypte et prend l’habitude d’y résider l'hiver à partir de 1899. Il quitte Paris pour Londres et délaisse peu à peu la peinture à l’huile pour se consacrer à l’aquarelle, qui lui permet de rendre plus fidèlement les transparences de la lumière égyptienne. Victime d’une crise cardiaque, Bacon meurt au Caire en 1912.
Époux en premières noces d'Elisabeth Lord (née en 1840), aura un fils prénommé Henry, né le 3 octobre 1867 à Villiers-le-Bel, les parents y demeurant au Moulin.
Après sa mort, Laurie Lee, sa seconde femme, organise dans de nombreuses villes américaines une grande exposition constituée, en grande partie, de ses tableaux orientalistes peints durant la dernière année de sa vie.

## Œuvres dans les collections publiques
- Brooklyn Museum
- Honolulu Museum of Art
- Worcester Art Museum (Massachusetts)
- Chazen Museum of Art, Madison (Wisconsin)
- Smithsonian American Art Museum, Washington
- Musée des beaux-arts de Boston
- Les Pêcheries, Musée de Fécamp, France

Œuvres d'Henry Bacon
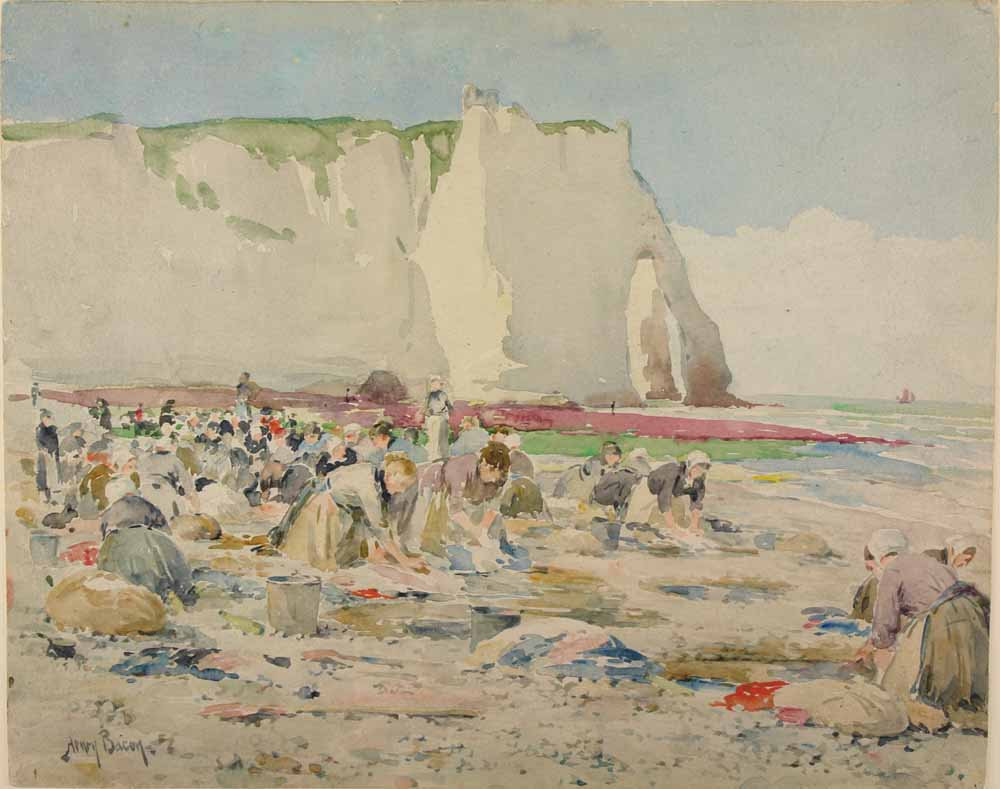
Clam Gatherers at Étretat (vers 1890), Madison, Chazen Museum of Art[2].
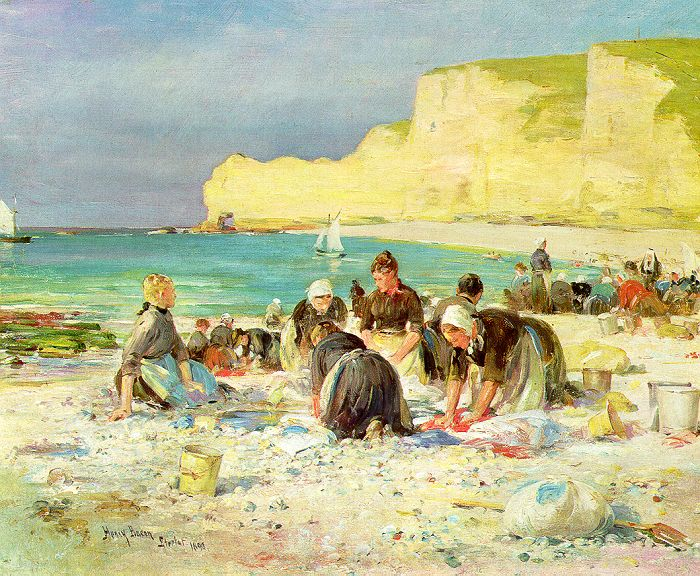
Étretat (1890), Washington, Réserve fédérale des États-Unis[3].
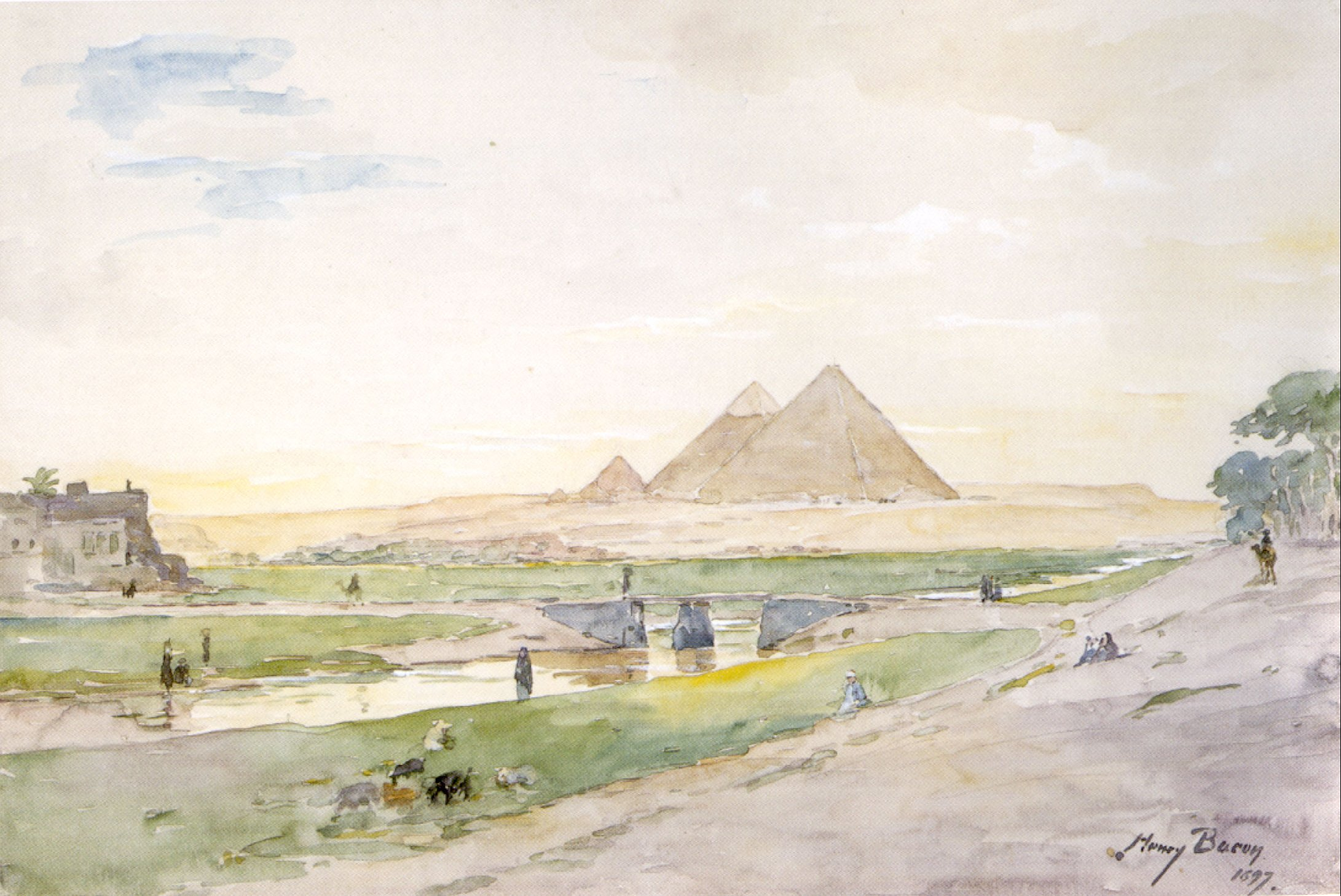
Egyptian Pyramids (1897), Honolulu Museum of Art.
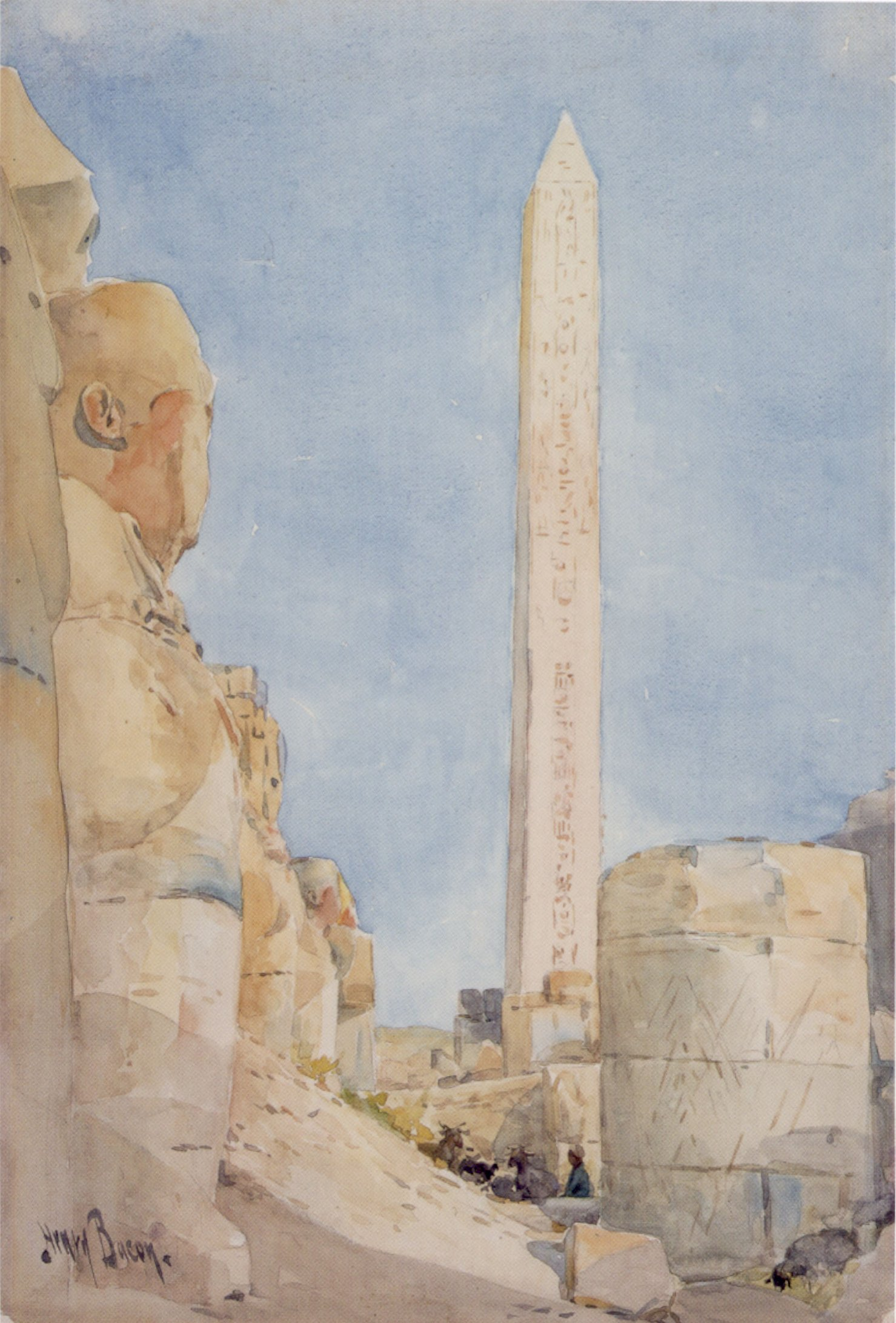
Obelisk. Karnak in 1900 (1900), Honolulu Museum of Art.
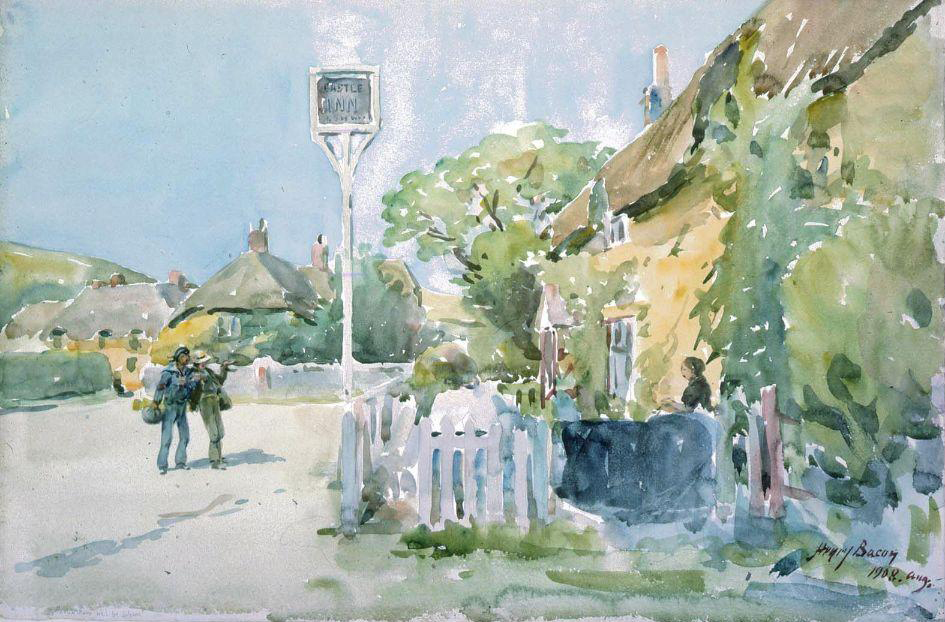
Tomorrow We'll Be Sober (1908), Boston, musée des Beaux-Arts[4].

Œuvres non localisées attribuées à Henry Bacon
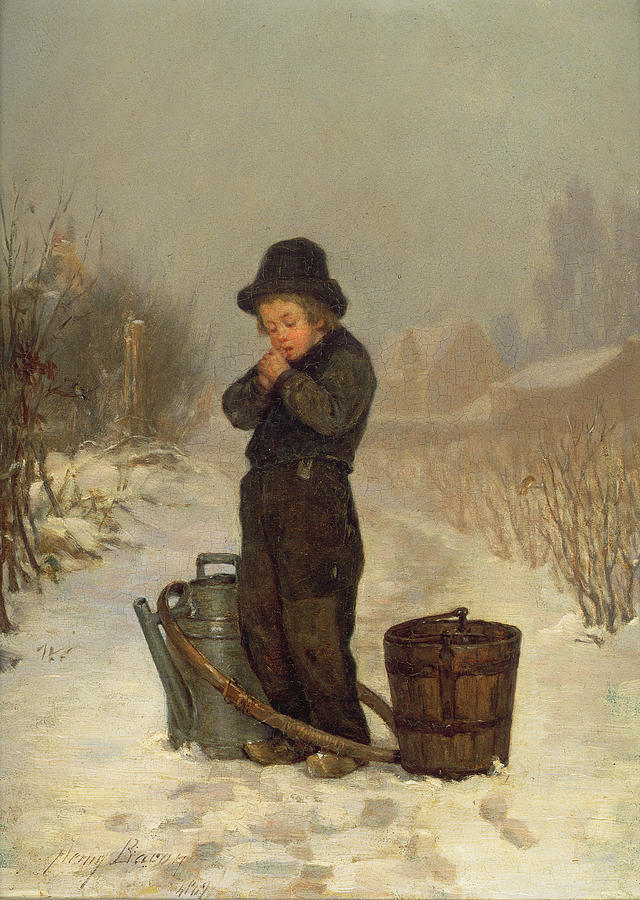
Warming his Hands (1867)
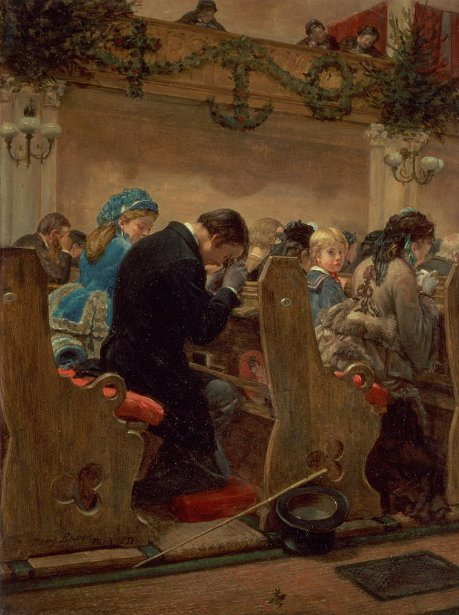
Christmas prayers (1872)
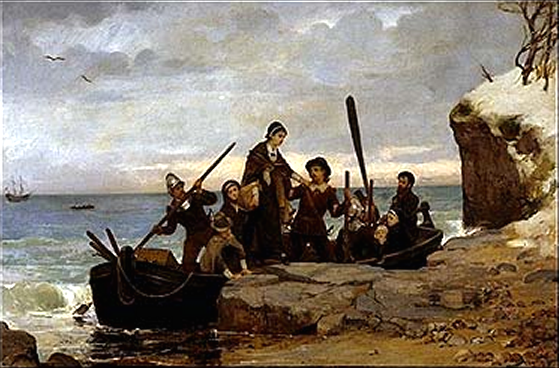
The Landing of the Pilgrims (1877)
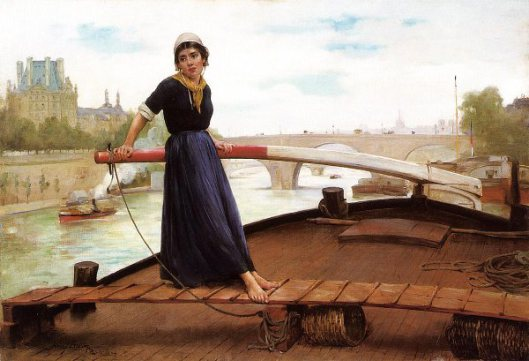
Along the Seine (1879)
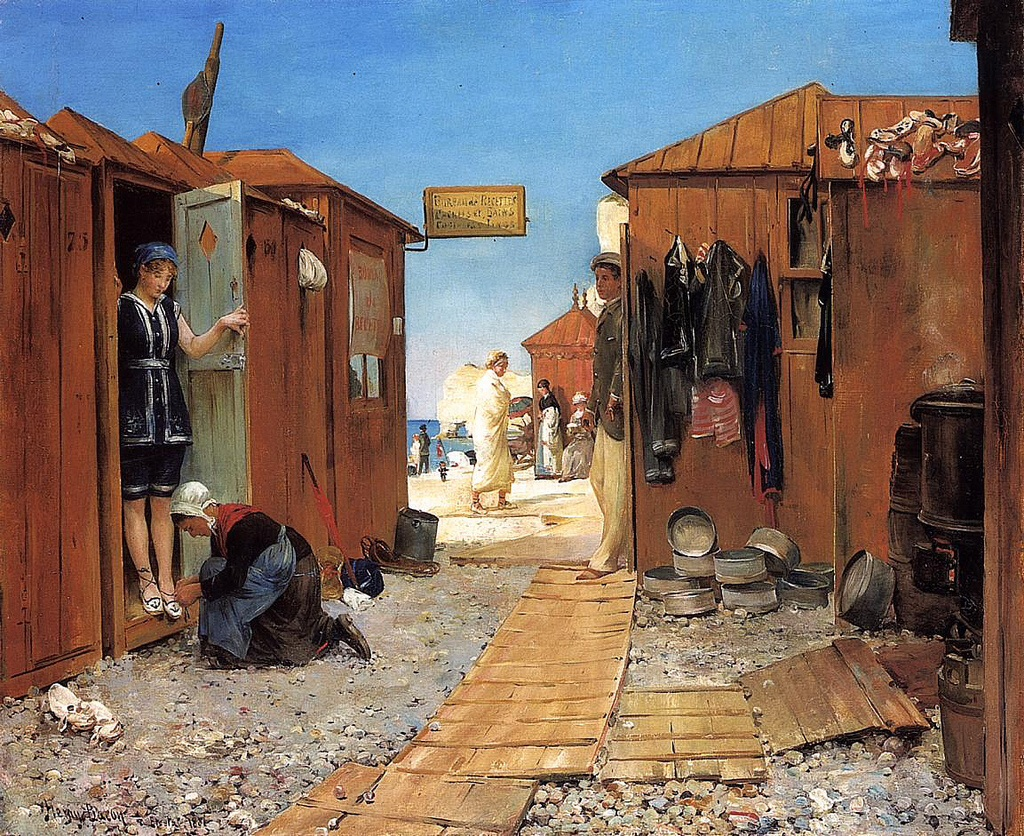
Beach at Étretat (1881)
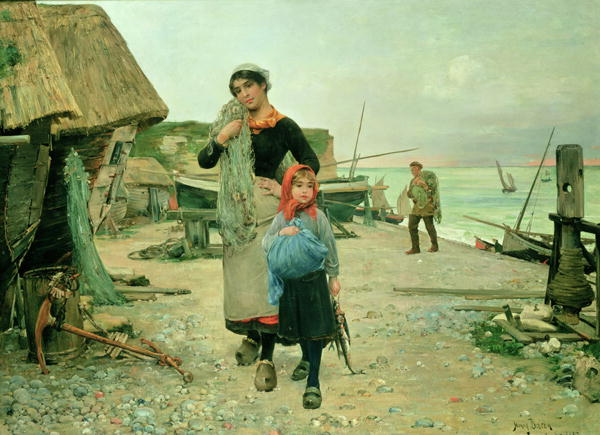
Fisherfolk Returning with their Nets Étretat (1882)
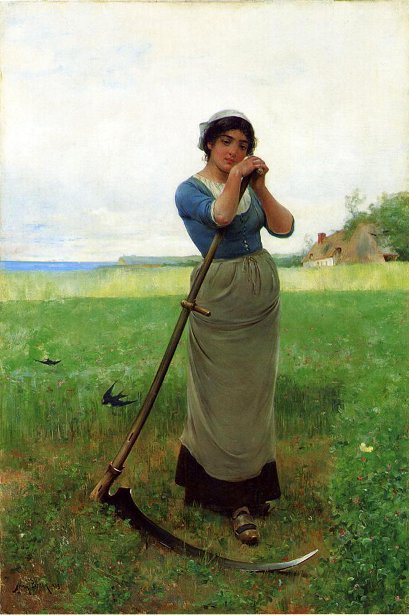
The Peasant Girl (1883)
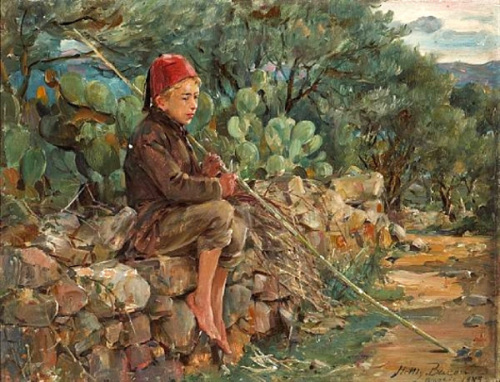
The bandit's son, Corsica (1889)
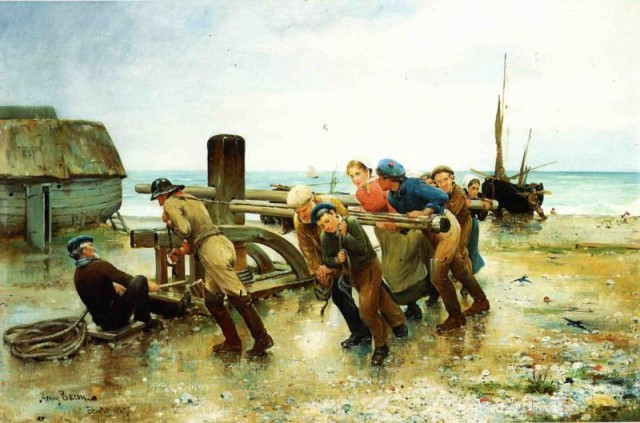
Hauling a Ship (1891)